# Eparchia di Voronež

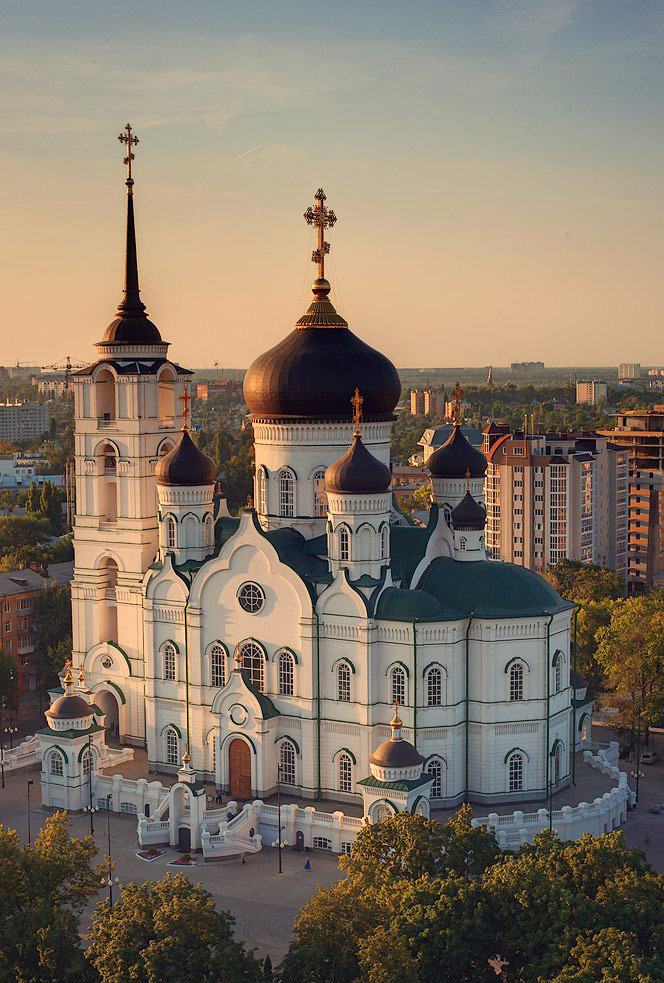
La cattedrale dell'Annunciazione di Voronež.

L'eparchia di Voronež (in russo Воронежская епархия?) è una diocesi della Chiesa ortodossa russa, appartenente alla metropolia di Voronež.

## Territorio
L'eparchia comprende la città di Voronež e Novovoronež e i rajon Verchnechavskij, Kaširskij, Liskinskij, Nižnedevickij, Novousmanskij, Ramonskij, Semilukskij e Chochol'skij nella oblast' di Voronež nel circondario federale centrale.
Sede eparchiale è la città di Voronež, dove si trova la cattedrale dell'Annunciazione.
L'eparca ha il titolo ufficiale di «metropolita di Voronež e Liski».

## Storia
L'eparchia fu eretta il 27 novembre 1681 ricavandone il territorio dalle eparchie di Rjazan' e di Belgorod.
Il 7 maggio 2003 ha ceduto una porzione di territorio a vantaggio dell'erezione dell'eparchia di Lipeck.
Il 25-26 dicembre 2013, per decisione del Santo Sinodo della Chiesa ortodossa russa, cedette porzioni del suo territorio a vantaggio dell'erezione di due nuove eparchie, Borisoglebsk e Rossoš'.